# Euphrasia foulaensis
Euphrasia foulaensis là loài thực vật có hoa thuộc họ Cỏ chổi. Loài này được F.Towns. ex Wettst. mô tả khoa học đầu tiên năm 1896.